# Clegg & Guttmann

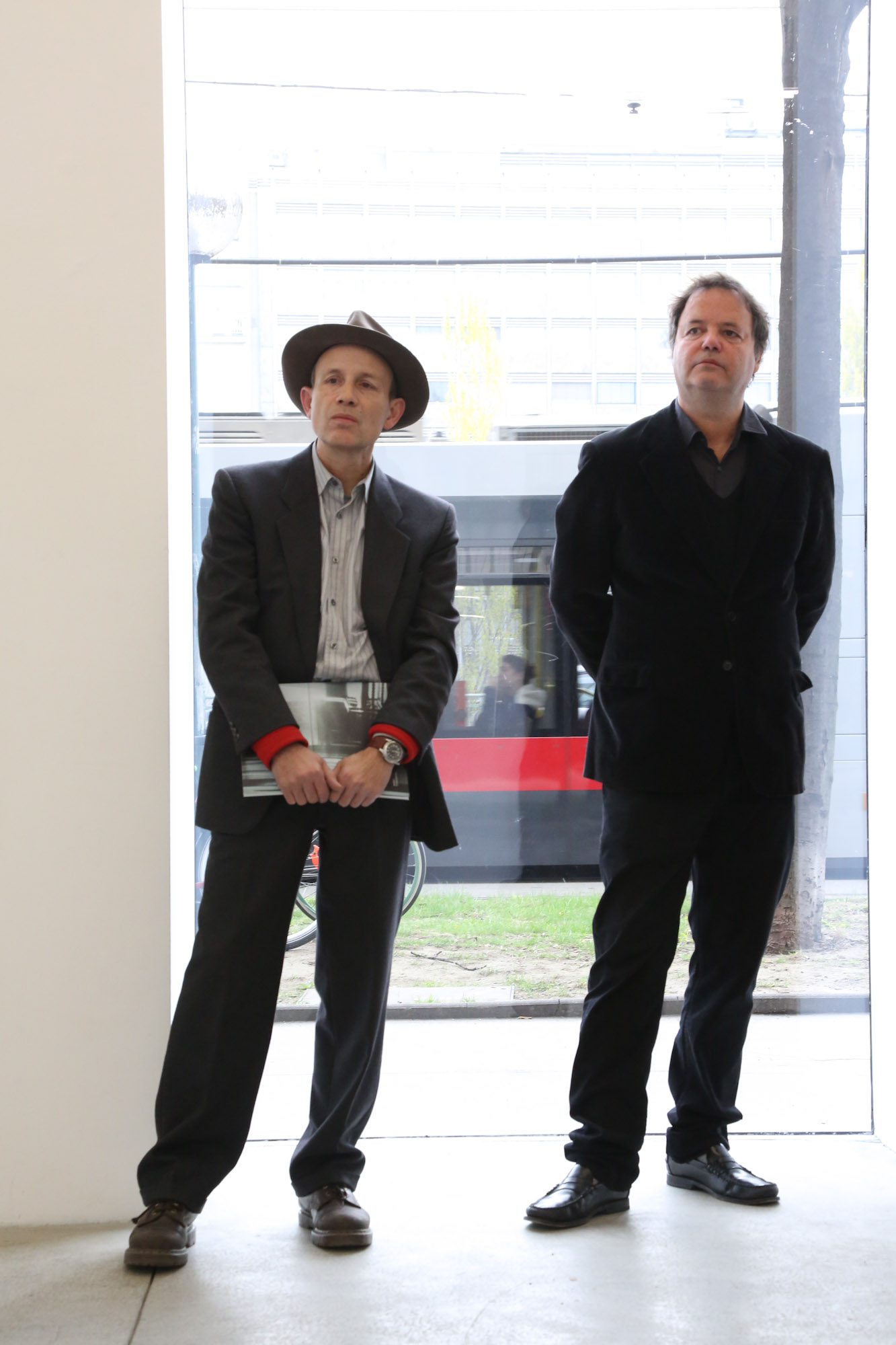
Clegg & Guttmann in der BAWAG Contemporary, Wien (April 2012)

Michael Clegg (geboren 1957 in Dublin) und Yair Martin Guttmann (geboren 1957 in Jerusalem) zogen 1978 nach New York, um an der School of Visual Arts unter Joseph Kosuth zu studieren. 1980 gründeten sie ein Künstlerduo und arbeiten seitdem zusammen. Ihre Praxis umfasst großformatige fotografische Werke, wie Porträts, Landschaften und Stillleben, sowie skulpturale und installative Arbeiten und Projekte, die sich mit der Institution der Bibliothek befassen. Durch ihre Werke sprechen Clegg & Guttmann gesellschaftliche Machtstrukturen an und deren Darstellung auf unterschiedliche Weise und in verschiedenen Medien.
Clegg & Guttmann stellen seit 1980 international aus. Sie haben an der Documenta, der Whitney Biennale und der Venedig Biennale teilgenommen; sie hatten Einzelausstellungen im Kunstmuseum Basel, der Wiener Secession, dem Israel Museum, CAPC Bordeaux, Kunstverein Stuttgart, Konschthal Esch in Luxemburg, Kunstverein Salzburg, BLMK Brandenburgisches Landesmuseum für moderne Kunst und vielen weiteren. Die Werke von Clegg & Guttmann befinden sich in den Sammlungen des Metropolitan Museum of Art, des Whitney Museum und des Guggenheim Museums in New York. In Europa sind ihre Werke in den Sammlungen des Centre Pompidou (Beaubourg), der Staatsgalerie Stuttgart, der nationalen Sammlung im Kunstmuseum Bonn und im mumok in Wien zu finden. 2022 erhielten die Künstler den Staatsbibliothek Berlin Max Herrmann Preis für ihr Projekt „Open Public Libraries“.

## Porträts
Fotografie, und speziell das fotografische Porträt, ist wohl das bedeutendste und anerkannteste Werk von Clegg & Guttmann, das sich mit dem Diskurs der Macht auseinandersetzt. Die Künstler hinterfragen, wie Macht dargestellt und porträtiert wird, und erforschen Themen wie Prestige und Selbstpräsentation – Codes, die seit Jahrhunderten in der Porträtkunst beobachtet werden. Ihre Porträts, sowohl persönliche als auch Gruppenporträts, spielen auf die Malerei des 17. Jahrhunderts an, die, obwohl untrennbar mit dem sozio-politischen Gefüge ihrer Zeit verwoben, zeigt, wie Konventionen zu Haltung, räumlich

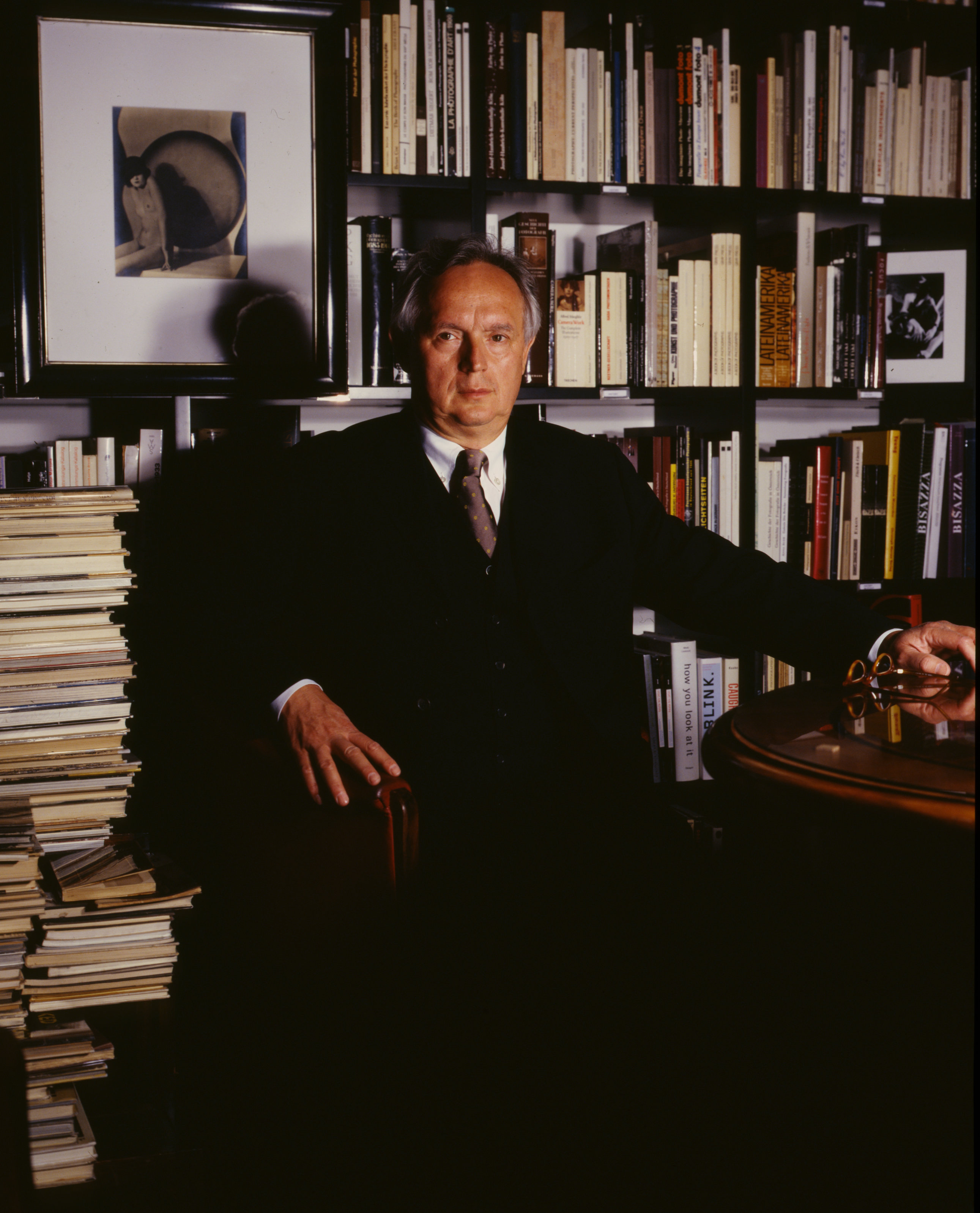
"Portrait of a Photography Enthusiast" (2003). Courtesy Clegg & Guttmann and Galerie Nagel Draxler, Berlin/Cologne

er Hierarchie und Emblemen wie Kleidung, Kunstwerken und Möbeln stabil geblieben sind. Clegg & Guttmann haben eine klare Methodik entwickelt, indem sie direkte Porträts schaffen, in denen die abgebildete Person oder Personen manchmal weggucken oder ihren Blick mit der Kamera linse und letztlich mit dem Betrachter verschränken – was eine Art Befragung des Zuschauers manifestiert. Im „Porträt eines Fotografie-Enthusiasten“ (2003) beispielsweise blickt das Modell direkt in die Kamera, was uns in den Bereich der Darstellung hineinzieht und uns mit dem Begriff der Präsenz konfrontiert, die seine Darstellung hervorruft. Die Porträts sind sorgfältig inszeniert, oft unter Verwendung von Fotomotiven als Hintergrund, die architektonische Fragmente und Reproduktionen von Raum einführen. Die Hintergrundmotive bedecken oft nur einen Teil des Raumes hinter den Modellen, was die Methode der Künstler offenlegt und mit der Einheit des Raumes bricht.
Anfangs engagierten Clegg & Guttmann Freunde und Schauspieler für ihre Porträts, die Rollen als Vertreter der Macht oder als Formen der Selbstrepräsentation übernahmen. "Magister Ludi, Version III" (1986) beispielsweise zeigt den Kollegen und Künstler Martin Kippenberger in einem avantgardistischen Anzug. Später nahmen sie Auftragsarbeiten an, die eine Reihe von Porträts von Sammlern, Galeristen, Kuratoren, Geschäftsleuten, gesamten Unternehmensleitungen, Diamantenhändlern und deren Familien hervorbrachten. Gleichzeitig bleibt unklar, ob ein Porträt fiktiv ist – indem Schauspieler als Simulanten der Macht eingesetzt werden – oder ob es beauftragt wurde, bei dem die Künstler sich der Person mit der Macht unterordnen, oder kollaborativ ist, bei dem die Künstler mit der abgebildeten Person zusammenarbeiten und die Kontrolle über die Entstehung des Porträts teilen. Auf diese Weise lassen die Künstler Raum für Fiktion sowie Künstlichkeit in den Arbeiten. Eine besondere Kategorie innerhalb dieses Werkkomplexes sind die „abgelehnten Aufträge“ – Aufträge, die ein spezifisches Protokoll in der Arbeitsweise von Clegg & Guttmann beinhalten, da die Abgebildeten das Ergebnis des Porträts ablehnen können. Die Künstler behalten jedoch das Recht, das Werk auch nach einer Ablehnung durch den Auftraggeber zu zeigen und zu veröffentlichen. Dies wiederum symbolisiert den Machtaspekt innerhalb der Kategorie des Porträts.

## Landschaften

“Landscape No. 27”, 1989, Clegg & Guttmann. Cibachrome, 117,5 × 150 cm. Courtesy the artist and Galerie Nagel Draxler, Berlin/Cologne

Im Gegensatz zu den dramatischeren und theatralischeren Porträts zeigen die Landschaften von Clegg & Guttmann anonyme Orte, an denen nichts zu passieren scheint oder unsere Aufmerksamkeit erregt – Orte, die einfach existieren oder „Nicht-Orte“. Die Landschaften in ihren Arbeiten zeigen Autobahnen, Bergansichten, Wolken, die über verlassene Felder ziehen, und Hochspannungsmasten, die Stromleitungen tragen, die manchmal von Clegg & Guttmann künstlich hinzugefügt werden, wenn das Kraftwerk fehlt. Die Stromleitungen dienen als konkrete Darstellung der Übertragung von Macht durch Landschaften und werfen damit erneut Fragen von Macht und Kontrolle auf. Diese Landschaften zeigen oft industrielle Elemente, die mit der Natur koexistieren, und symbolisieren die Komplexität der Schnittstelle zwischen Natur und Industrie, während sie gleichzeitig auf die romantische Suche nach Reinheit in der Landschaftsbildsprache und eine Nostalgie für vorindustrielle Zeiten hinweisen.

## Stilleben

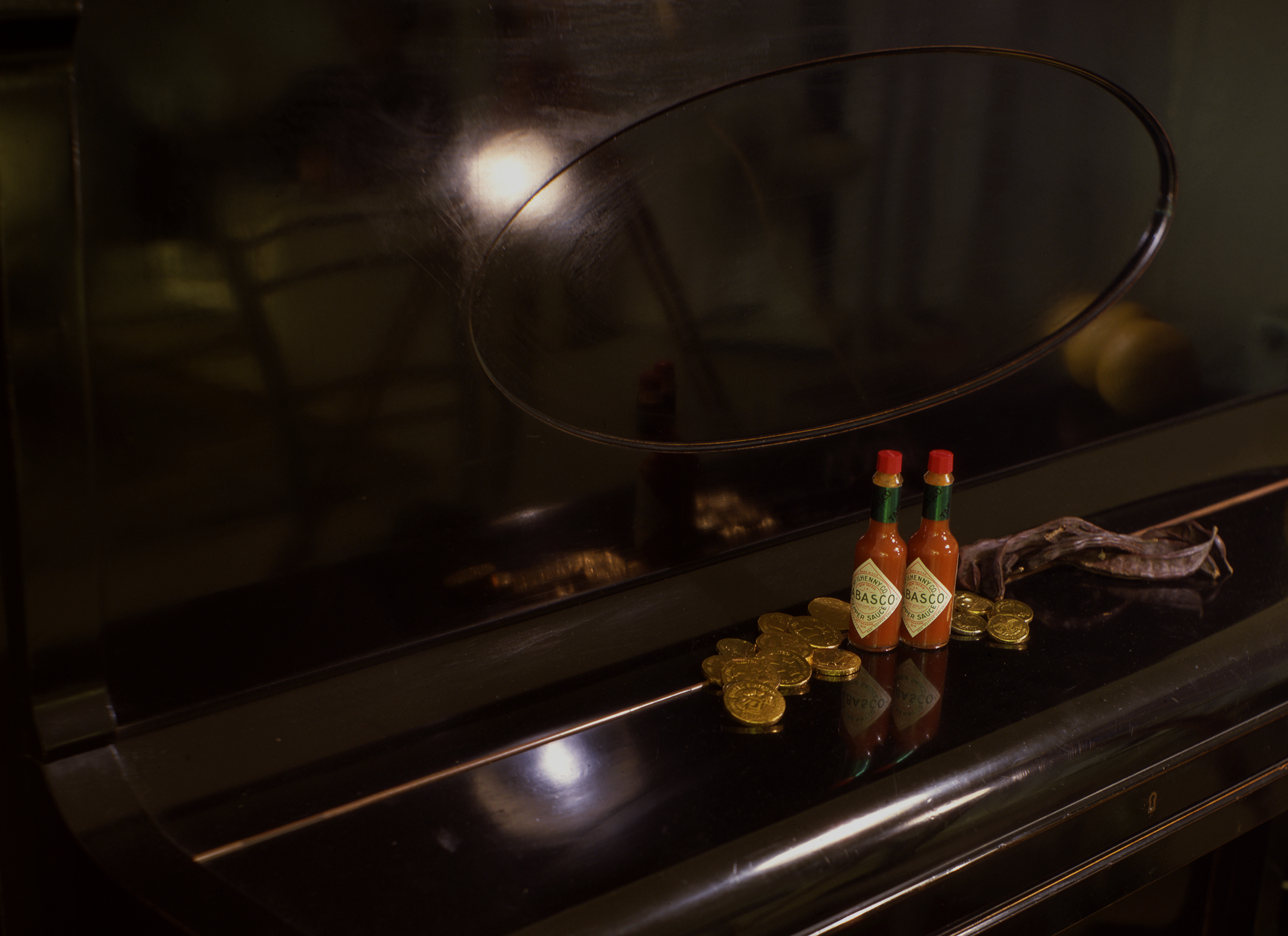
"BascoBasco" (1984). Courtesy Clegg & Guttmann and Galerie Nagel Draxler, Berlin/Cologne

Ein weniger bekanntes Genre, das Clegg & Guttmann untersuchen, ist das Stillleben, das weniger mit einem Diskurs der Macht als vielmehr mit der menschlichen Wahrnehmung von Objekten und Konsum beschäftigt. Ein schönes Beispiel hierfür ist das Werk „BascoBasco“ (1984), das das Stillleben als eines der Hauptgenres der Malerei des 17. Jahrhunderts betrachtet. Oft enthalten Stillleben religiöse und allegorische Symbolik, die sich auf die dargestellten Objekte bezieht. Das Stillleben nahm dabei den niedrigsten Rang in der Hierarchie der Genres ein. Clegg & Guttmanns „BascoBasco“ zeigt Münzen, zwei Flaschen Tabasco-Sauce und getrocknete, violette Bohnen – eine humorvolle Anspielung auf die beliebten Arrangements in niederländischen und flämischen Stillleben, die oft sorgfältig komponierte Objekte wie Münzen, Musikinstrumente und exotische Früchte oder Gemüse, die zu verderben beginnen, beinhalteten und somit die Vergänglichkeit des Lebens und die transitorische Natur sinnlicher Vergnügungen hervorhoben.
Was besonders ins Auge fällt, sind jedoch die hellen Lichtstrahlen, die auf die Oberfläche des Klaviers scheinen. Dieses Zusammenspiel zwischen dunklen und hellen Zonen ist als Chiaroscuro bekannt – ein Gegensatz zwischen Schatten und reinen Lichtbereichen, der mit der Barockmalerei und Künstlern wie Rembrandt, Velázquez und Caravaggio assoziiert wird. Diese Technik charakterisiert auch das Werk von Clegg & Guttmann und kann als wiederkehrender Faden in ihrer fotografischen Arbeit betrachtet werden. Der gleiche Chiaroscuro-Effekt ist ein besonders prägendes Merkmal der visuellen Sprache in ihren Porträts.

## Bibliothek
Schließlich ist die Bibliothek als Institution ein Thema, das das Künstlerduo auf verschiedene Weisen untersucht hat. Mit ihrer Initiative „The Open Public Library“, die sie Anfang der 1990er Jahre begannen, installierten Clegg & Guttmann zugängliche Bücherregale in verschiedenen Stadtteilen von Graz, Österreich. Jedes Regal enthielt Bücher, die von der Gemeinschaft gespendet wurden, während die Künstler von Tür zu Tür gingen, um sie zu sammeln. Die ungeschützten Bücherregale wurden in der Stadt aufgestellt, und die Bücher konnten ohne Aufsicht entnommen werden. Auf diese Weise lehnen Clegg & Guttmann nicht nur die intrinsischen Eigenschaften der Bibliothek als Institution ab – wie Pflege, Ruhe und Verwaltung –, sondern schlagen auch eine neue Freiluftbibliothek als soziale Skulptur vor.

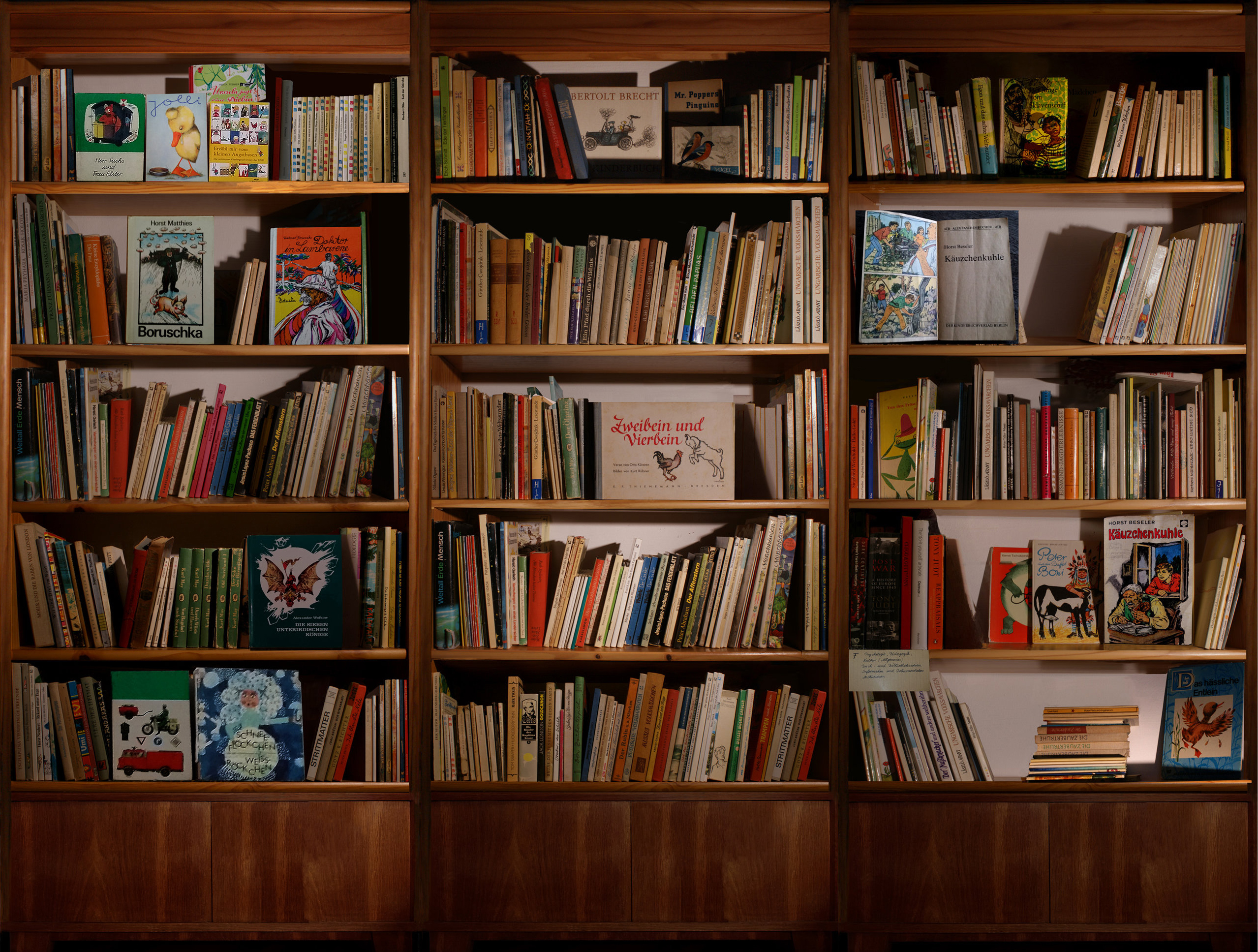
"DDR Children Library, Pritzwalk", 2015/2019. Courtesy Clegg & Guttmann and Galerie Nagel Draxler, Berlin/Cologne

Während dieses Projekts soziale Netzwerke durch Teilnahme gefördert wurden und eine Repräsentation der Nachbarschaft bot, bietet ihr fotografisches Werk DDR Children Library, Pritzwalk (2015/2019) eine visuelle und konzeptionelle Auseinandersetzung mit der Bibliothek als sowohl Aufbewahrungsort von Wissen als auch Raum für kollektive Erinnerung. Das Werk entstand aus einer interaktiven Bibliothek, die 2014 für Die Sieben Künste von Pritzwalk, ein Projekt für Neue Auftraggeber unter der Kuratierung von Gerrit Gohlke, mit Clegg & Guttmann ins Leben gerufen wurde. Die Bibliothek, die Kinderbücher aus der DDR enthielt und von den Einwohnern von Pritzwalk gesammelt wurde, war eine gemeinschaftliche Anstrengung, sich mit diesem Teil der Geschichte der DDR auseinanderzusetzen. Der ideologische Charakter der Literatur aus dieser Zeit spiegelt sich in der Bibliothek wider, die zu einem historischen Zeugnis wurde. Daher kann DDR Children Library, Pritzwalk als emotional aufgeladenes Porträt einer Gesellschaft gelesen werden, die nicht mehr existiert.
Ein weiteres Werk im Oeuvre von Clegg & Guttmann, das die Bibliothek als Mittel zur Bewahrung und Erinnerung untersucht, ist Library of Collective Memory 1945 (2015), installiert im Leseraum des Literaturmuseums Altaussee in Österreich. Hier konnten Anwohner oder vorbeireisende Gäste Bücherregale finden, die Literatur zum Thema individueller und kollektiver Erinnerung aus der Zeit um 1945 enthielten. Eingeladen, Passagen laut vorzulesen, wurden diese Lesungen in die umliegenden Berge übertragen, eine Region in Österreich, die nicht nur aufgrund ihrer Anziehungskraft auf Künstler und Intellektuelle von historischer Bedeutung ist, sondern auch politisch eine große Rolle spielte, da sie sowohl ein Zufluchtsort der Nazis als auch Heimat einer großen Widerstandsbewegung war.